# Пауэр, Макс фон
Макс фон Пауэр (нем. Max von Pauer; 31 октября 1866, Лондон — 12 мая 1945, Зехайм) — немецкий пианист, композитор и музыкальный педагог. Сын пианиста Эрнста Пауэра.
До 1885 г. учился на пианиста в Королевской академии музыки под руководством своего отца, затем изучал композицию у Винценца Лахнера в Консерватории Карлсруэ.
Концертировал как по Германии, так и в других европейских странах. В 1901 совершил продолжительную гастрольную поездку в Москву, исполнив здесь все фортепианные сонаты Людвига ван Бетховена; А. Б. Гольденвейзер дал этой серии концертов очень высокую оценку:
Главное свойство его игры — это так называемая «объективность» передачи: он не старается во что бы то ни стало везде говорить своё, он, напротив, всегда стремится к возможно точному и полному воспроизведению намерений автора, и если с его толкованием этих намерений иногда можно и не согласиться, тем не менее его исполнение никогда не носит на себе следов недодуманности или случайности, напротив, каждый штрих его передачи бетховенских творений является результатом глубоко продуманного, тонкого анализа.
Как исполнитель много выступал в ансамбле — в том числе во главе фортепианного трио вместе со скрипачом Вилли Хессом и виолончелистом Генрихом Грюнфельдом (с 1899 г.). Учившийся у Пауэра Георг фон Альбрехт вспоминал позднее: «для меня его игра была захватывающей драмой внутренней борьбы».
Как композитор был известен лёгкими салонными пьесами, особенно вальсами, и переработками различных классических сочинений для фортепиано в две и в четыре руки. Под редакцией Пауэра вышел ряд нотных изданий, в том числе единственный том неосуществлённого шеститомного издания клавирных сочинений Роберта Шумана (1923).
Наибольший авторитет приобрёл в качестве музыкального педагога. В 1887—1897 гг. преподавал в Кёльнской консерватории, затем в 1897—1924 гг. в Штутгартской консерватории, с 1908 г. её директор. В 1924—1932 гг. возглавлял Лейпцигскую консерваторию, затем короткое время работал в Мангейме. Среди учеников Пауэра, в частности, Вальтер Георги, Дирк Шефер, Рудольф Петерс, Хоакин Ампаран.
Возведён в дворянское достоинство последним королём Вюртемберга Вильгельмом II.